# Leichtathletik-Länderkampf der Frauen 1960 BR Deutschland – Niederlande
| 3. Leichtathletik-Länderkampf mit bundesdeutscher Beteiligung 1960 | 3. Leichtathletik-Länderkampf mit bundesdeutscher Beteiligung 1960 |                     |
| ------------------------------------------------------------------ | ------------------------------------------------------------------ | ------------------- |
|                                                                    |                                                                    |                     |
| Ländervergleich der Frauen: BR Deutschland – Niederlande           |                                                                    |                     |
| Austragungsort                                                     | Frechen                                                            |                     |
| Wettbewerbe                                                        | 11                                                                 |                     |
| Datum                                                              | 12. Juni 1960                                                      |                     |
| 1. FRG 2. NLD                                                      | 72 Punkte 43 Punkte                                                |                     |
| Chronik                                                            |                                                                    |                     |
| ← FRG-NLD (M)                                                      | FRG-SUI Geher (M) →                                                | FRG-SUI Geher (M) → |

Im dritten Vergleich des Länderkampfjahres 1960 trugen die bundesdeutschen Frauen gleichzeitig mit den Männern in Frechen am 12. Juni einen eigenen Länderkampf mit den Leichtathletinnen aus den Niederlanden aus.

## Wettbewerbe und Modus
Auf dem Programm standen wie in den meisten Frauenländerkämpfen inzwischen üblich elf Wettbewerbe. Dabei wurden vollumfänglich die damaligen zehn olympischen Frauenwettbewerbe ausgetragen – bei den Spielen 1960 kam der 800-Meter-Lauf als zehnte Frauendisziplin ins olympische Programm. Zusätzlich gab es ein Rennen über 400 Meter – diese Disziplin wurde 1964 auch bei den Frauen olympisch. Gewertet wurde in den Einzeldisziplinen und in der Staffel nach dem Standardsystem.

## Ergebnis
Auch in diesem Frauenländerkampf dominierte das bundesdeutsche Team die Begegnung deutlich. Mit dem Rennen über 400 Meter, dem Hoch- und Weitsprung gelangen den Niederländerinnen nur drei Disziplinsiege. Alle anderen Wettbewerbe entschied die Bundesrepublik Deutschland für sich, davon fünf mit Doppelerfolgen. So setzten sich die bundesdeutschen Leichtathletinnen in ihrem nun zehnten Treffen mit diesem Gegner zum zehnten Mal klar durch und gewannen mit 72 zu 43 Punkten.

## Legende
Kurze Übersicht zur Bedeutung der Symbolik – so üblicherweise auch in sonstigen Veröffentlichungen verwendet:
| DSQ | disqualifiziert |

## Resultate

### 100 m
| Platz | Athletin          | Land | Zeit (s) |
| ----- | ----------------- | ---- | -------- |
| 1     | Martha Langbein   | FRG  | 12,1     |
| 2     | Joke Bijleveld    | NLD  | 12,2     |
| 3     | Helga Hüttmann    | FRG  | 12,4     |
| 4     | Wemmy Spierenburg | NLD  | 12,5     |

### 200 m
| Platz | Athletin          | Land | Zeit (s) |
| ----- | ----------------- | ---- | -------- |
| 1     | Jutta Heine       | FRG  | 24,2     |
| 2     | Brunhilde Hendrix | FRG  | 24,9     |
| 3     | Nanne Haase       | NLD  | 25,0     |
| 4     | Ellen Ort         | NLD  | 25,1     |

### 400 m
| Platz | Athletin           | Land | Zeit (s) |
| ----- | ------------------ | ---- | -------- |
| 1     | Ine ter Laak-Spijk | NLD  | 55,5     |
| 2     | Maria Jeibmann     | FRG  | 56,5     |
| 3     | Marie-Luise Seiler | FRG  | 57,5     |
| 4     | Eis Nieuwpoort     | NLD  | 58,1     |

### 800 m
| Platz | Athletin             | Land | Zeit (min) |
| ----- | -------------------- | ---- | ---------- |
| 1     | Veronika Kummerfeldt | FRG  | 2:07,5     |
| 2     | Gerda Kraan          | NLD  | 2:08,1     |
| 3     | Doris Goldhausen     | FRG  | 2:13,6     |
| 4     | Janny Knaap          | NLD  | 2:15,8     |

### 80 m Hürden
| Platz | Athletin            | Land | Zeit (s) |
| ----- | ------------------- | ---- | -------- |
| 1     | Monika Wessel       | FRG  | 11,2     |
| 2     | Edeltraud Keller    | FRG  | 11,2     |
| 3     | Toos Mutter         | NLD  | 11,4     |
| 4     | Hennie Faber-Westra | NLD  | 12,1     |

### 4 × 100 m Staffel
| Platz | Besetzung      | Land                                                            | Zeit (s)                    |
| ----- | -------------- | --------------------------------------------------------------- | --------------------------- |
| 1     | BR Deutschland | Martha Langbein Anni Biechl Brunhilde Hendrix Jutta Heine       | 45,3                        |
| DSQ   | Niederlande    | Joke Bijleveld Nanne Haase Ine ter Laak-Spijk Wemmy Spierenburg | Wechselraum- überschreitung |

### Hochsprung
| Platz | Athletin              | Land | Höhe (m) |
| ----- | --------------------- | ---- | -------- |
| 1     | Nel Zwier             | NLD  | 1,67     |
| 2     | Dini Hobers           | NLD  | 1,63     |
| 3     | Marlene Schmitz-Portz | FRG  | 1,63     |
| 4     | Christa Büchner       | FRG  | 1,60     |

### Weitsprung
| Platz | Athletin          | Land | Weite (m) |
| ----- | ----------------- | ---- | --------- |
| 1     | Joke Bijleveld    | NLD  | 6,28      |
| 2     | Helga Hoffmann    | FRG  | 6,12      |
| 3     | Liesel Jakobi     | FRG  | 5,96      |
| 4     | Wemmy Spierenburg | NLD  | 5,77      |

### Kugelstoßen
| Platz | Athletin            | Land | Weite (m) |
| ----- | ------------------- | ---- | --------- |
| 1     | Sigrun Grabert      | FRG  | 14,99     |
| 2     | Marianne Werner     | FRG  | 14,52     |
| 3     | Corrie van Wijk     | NLD  | 13,94     |
| 4     | Corry van den Bosch | NLD  | 13,79     |

### Diskuswurf
| Platz | Athletin           | Land | Weite (m) |
| ----- | ------------------ | ---- | --------- |
| 1     | Johanna Bienert    | FRG  | 50,97     |
| 2     | Kriemhild Hausmann | FRG  | 50,49     |
| 3     | Corry Huygen       | NLD  | 45,94     |
| 4     | Loes Boling        | NLD  | 45,62     |

### Speerwurf
| Platz | Athletin           | Land | Weite (m) |
| ----- | ------------------ | ---- | --------- |
| 1     | Anneliese Gerhards | FRG  | 50,10     |
| 2     | Almut Brömmel      | FRG  | 47,79     |
| 3     | Will van Montfoort | NLD  | 42,87     |
| 4     | Bep van der Groep  | NLD  | 38,06     |